# Joseph Groisne
Joseph Groisne, né le 31 octobre 1768 à Cunlhat (Puy-de-Dôme), mort le 29 décembre 1812 à Dantzig (Pologne), est un général français de la Révolution et de l’Empire.

## États de service
Il entre en service en 1785, comme soldat au régiment de Conti-infanterie, il devient capitaine au 1er bataillon de volontaires du Puy-de-Dôme le 26 avril 1792. De 1793 à 1799, il sert à l’armée des Alpes et du Rhin.
Il est promu chef de bataillon le 20 juillet 1800, par le général Moreau, et il est nommé colonel le 7 avril 1809, au 48e régiment d’infanterie de ligne. Il est fait officier de la Légion d’honneur le 8 juin 1809, et il est créé baron de l’Empire le 4 juin 1810.
Il participe à la Bataille de Borodino le 7 septembre 1812, au sein de la 2e division d’infanterie du général Friant, et il est promu général de brigade le 8 octobre 1812.
Il meurt le 29 décembre 1812, à Dantzig des suites de sa blessure reçue à la bataille de la Bérézina.

## Dotation
- Le 15 août 1809, donataire d’une rente de 4 000 francs sur Rome.

## Armoiries
| Figure | Nom du baron et blasonnement |
| ------ | --- |
|        | Armes du baron Joseph Groisne et de l'Empire, lettres patentes du 4 juin 1810, officier de la Légion d'honneur D'azur à cinq étoiles en bande d'or, posées entre deux cotices du même, accostées en chef et en pointe d'une grenade d'or ; au franc-quartier des barons militaires (un franc-quartier senestre de gueules chargé d'une épée d'argent. |

## Sources
- (en) « Generals Who Served in the French Army during the Period 1789 - 1814: Eberle to Exelmans »
- Thierry Pouliquen, « Les généraux français et étrangers ayant servis [sic] dans la Grande Armée » (consulté le 23 décembre 2013)
- (pl) « Napoléon.org.pl »
- Vicomte Révérend, Armorial du Premier Empire, tome 2, Honoré Champion, libraire, Paris, 1897, p. 272.